# Ordine della Patria (Turkmenistan)
L'Ordine della Patria è un'onorificenza turkmena.

## Storia
L'ordine è stato istituto con la legge n. 125-III del 28 giugno 2007. Il giorno successivo è stato assegnato al presidente del Turkmenistan Gurbanguly Berdimuhamedow in occasione del suo cinquantesimo compleanno come segno di riconoscimento dei meriti del nuovo leader dei turkmeni.

## Assegnazione
L'ordine viene assegnato esclusivamente al Presidente del Turkmenistan per premiare servizi particolarmente eccezionali nel perseguimento della politica interna ed estera del Turkmenistan, volti a rafforzare la statualità nazionale, l'ulteriore sviluppo economico, sociale e culturale della Patria, il rafforzamento della sua capacità di difesa e l'attuazione dei principi dello status di neutralità permanente, amicizia e cooperazione con i paesi pacifici e che abbiano accresciuto su questa base il prestigio internazionale del Turkmenistan.
Il capo di Stato, a cui sia stato assegnato l'ordine, riceve un bonus forfettario di 20 000 dollari USA dal bilancio statale del Turkmenistan e un supplemento mensile per salari, stipendi ufficiali e pensioni a spese del bilancio dello Stato per un importo del 30% esente dall'imposta sul reddito.
L'ordine può essere conferito una sola volta durante il mandato.

## Insegne
L'ordine è composto da una catena in oro giallo e bianco 750, composta da 22 maglie a forma di stelle a otto punte tempestate di diamanti lungo i bordi.
Le stelle hanno un diametro di 40 mm e sono ricoperte di smalto vetroso. Dodici maglie sono smaltate in verde. Su nove di queste sono raffigurate tre stelle a otto punte in argento circondate da rami di ulivi in oro. Le altre tre presentano una il Monumento all'indipendenza, una il complesso del Palazzo di Oguzhan e l'altra il Monumento alla neutralità circondati da rami di ulivo in oro. Le altre dieci maglie (cinque per lato) sono ricoperte di smalto rosso bordeaux e rappresentano i tappeti nazionali turkmeni.
Il pendente ha la forma di una stella a otto punte, ha un diametro di 80 mm, è ricoperto di smalto verde ed è incorniciato lungo il bordo da una manciata di diamanti. Al centro è raffigurata un'aquila a cinque teste scolpita a rilievo in oro, che tiene tra le zampe un serpente a due teste intarsiati di diamanti. Quest'ultimo è l'elemento centrale dello stendardo del Presidente del Turkmenistan.
Il peso totale dell'ordine è di 925,0 (+/- 2,5%) grammi, il numero totale di diamanti è di 55 carati.

## Insigniti
- Gurbanguly Berdimuhamedow (29 giugno 2007) - Presidente del Turkmenistan [2]